# Brackenridgea hookeri
Brackenridgea hookeri là một loài thực vật thuộc họ Ochnaceae. Loài này có ở Ấn Độ, Malaysia, Singapore, và Thái Lan.